# Карл Мьобиус
Карл Август Мьобиус на немски: Karl A. Möbius е германски зоолог, един от основоположниците на екологията, първи директор на Музея по естествознание (на немски: Museum für Naturkunde) в Берлин.

## Биография
Мьобиус е роден в Айленбург (Саксония). На 4 години постъпва в началото училище в Айленбург, а на 12 г. баща му го изпраща да учи за преподавател. През 1844 г. Карл с отличие взима всички свои изпити и постъпва на работа като учител в Зезен. През 1849 г. Мьобиус започва да следва естествознание и философия в Берлинския университет „Фридрих-Вилхелм“. Завършвайки университета, Карл започва да преподава зоология, ботаника, минералогия, география, физика и химия в Хамбург.
През 1863 г. Мьобиус открива първия в Германия морски аквариум в Хамбург. През 1868 г. получава степента доктор на науките в Хале-Витенбергския университет. Става професор по зоология в университета в Кил и директор на Зоологическия музей.

## Принос в развитието на екологията
Основно място сред интересите на Мьобиус заемат морските животни и именно на тях е посветен първият му научен труд (на немски: Die Fauna der Kieler Bucht, написан в съавторство с Хайнрих Адолф Майер и публикуван в 2 тома — съответно през 1865 и 1872). В тях са отразени и много проблеми на морската екология.

## Избрана библиография
- Das Thierleben am Boden der deutschen Ost- und Nordsee : Vortrag, gehalten am 26. Nov. 1870 im Saale der Harmonie in Kiel. Lüderitz, Berlin, 1871.
- в съавторство с Хайнрих Адолф Майер: Die Fauna der Kieler Bucht: Bd. I: Die Hinterkiemer oder Opisthobranchia. (1865); Bd. II: Die Prosobranchia und Lamellibranchia. (1872) Mit handkolorierten Lithographien.
- Zum Biozönose-Begriff. Die Auster und die Austernwirtschaft. Mit Einleitungen und Anmerkungen von Günther Leps und Thomas Potthast, Frankfurt a. M.: Verl. H. Deutsch, 2., erw. Aufl. 2006, ISBN 978-3-8171-3406-9. (1877)
- Die Bildung, Geltung und Bezeichnung der Artbegriffe und ihr Verhältnis zur Abstammungslehre. In: Zoologische Jahrbücher, Zeitschrift für Systematik, Biologie und Geographie der Thiere 1, 241–274. (1886)
- Ästhetik der Tierwelt. Mit 3 Tafeln und 195 Abbildungen im Text. Jena: Verl. von Gustav Fischer (1908). Jetzt: mit zeitgenössischen Rezensionen und einem Vorwort von Christoph Kockerbeck, Stuttgart: Franz Steiner Verl., 2008 (i. d. R. Wissenschaftskultur um 1900, Bd. 5), ISBN 978-3-515-09281-4.